# Instadrama
Instadrama è un singolo della cantante ucraina Loboda, pubblicato il 9 novembre 2018 su etichetta discografica Sony Music. 
Il remix di Maruv della canzone intitolata Insta è stato incluso nell'EP Sold Out del 2019.

## Video musicale
Il video musicale, reso disponibile il 13 febbraio 2013, è stato diretto da Natella Krapivina. Nel video la cantante solleva la questione delle relazioni umane ai tempi dei social network.
Al centro della trama c'è la storia d'amore di una coppia di star che sta attraversando una rottura nel mezzo di discussioni di massa sulla rete. Lo stretto rapporto di ex amanti è iniziato nella sua infanzia, attraversando tutte le fasi della crescita. Tuttavia, ora Loboda invita il suo amante a rimanere amico.
La cantante ucraina Olja Poljakova ha accusato Loboda di aver rubato la sua immagine dal videoclip della canzone Koroleva noči, pubblicata a maggio 2018. Poljakova ha pubblicato una foto in cui ha trovato somiglianze nei capelli, nei vestiti, in alcune scene del video e persino nelle espressioni facciali e nei gesti.

## Tracce
Testi e musiche di Andrej Frolov.
1. Instadrama – 3:41

## Classifiche

### Classifiche settimanali
| Classifica (2019) | Posizione massima |
| ----------------- | ----------------- |
| Russia            | 10                |
| Ucraina           | 19                |

### Classifiche di fine anno
| Classifica (2019) | Posizione |
| ----------------- | --------- |
| Russia            | 37        |
| Ucraina           | 104       |

## Riconoscimenti
- 2019 – Zolotoj grammofon[13]
- 2020 – TopHit Music Awards (La migliore canzone russa alla radio)[14]